# Boticas
Boticas là một huyện thuộc tỉnh Vila Real, Bồ Đào Nha. Huyện này có diện tích 322 km², dân số thời điểm năm 2001 là 6417 người.